# Erannis pallidata
Erannis pallidata är en fjärilsart som beskrevs av Turati 1911. Erannis pallidata ingår i släktet Erannis och familjen mätare. Inga underarter finns listade i Catalogue of Life.